# WLAN-basierte Ortung
WLAN-basierte Ortung ist ein Verfahren zur Bestimmung des Standorts des Empfängers. Das Verfahren beruht auf Fingerprinting und speichert bei der Erfassung die eigene Position, die durch einen GPS-Empfänger bestimmt wird, und die Feldstärke der WLANs mit deren MAC-Adressen und speichert diese in eine zentrale Geodatenhaltung, die z. B. von Google angeboten wird. GSM-cellid, WLAN- und Beacon-Ortung werden häufig aufgrund ihrer Ähnlichkeiten als Netzwerkortung verallgemeinert.

## Grundlagen
Gerade in Ballungsgebieten senden eine Vielzahl von WLAN-Stationen. Diese Signale stammen aus privaten Wifi-Routern, Firmennetzwerken und kommerziellen Hotspots. Die Kenntnis über deren Netzwerkausbreitung (wobei der Standort des Routers selbst in der Regel nicht bekannt ist, da z. B. privater Wohnraum), erlaubt über Vergleiche mit vorher aufgezeichneten Datensätzen den Abgleich mit dem eigenen Standort (Fingerprint-Verfahren). Der Vorteil gegenüber einer Satellitennavigation wird in der Funktion auch in innerhalb von Gebäuden (indoor), in der Schnelligkeit und in dem relativ geringen Stromverbrauch gesehen.

### Techniken
Apple verwendet das Verfahren in neueren Mobiltelefonmodellen (iPhone). Der Konzern setzt die Technik der Firma Skyhook Wireless ein. Freie Lösungen sind OpenWiFiMap (nicht zu verwechseln mit OpenWLANMap, welches einen weiteren Dienst darstellte, welcher Stand 15. August 2022 nicht mehr verfügbar ist) sowie der Mozilla Location Service.

### Genauigkeit
Es gibt keine allgemeine Spezifikation einer erreichbaren Messgenauigkeit. Unter (nie erreichbaren) Idealbedingungen wäre eine auf 0,5 m genaue Ortung möglich. Keiner der Anbieter von Ausrüstungen spezifiziert die Genauigkeit seiner Lösungen. Selbst mit topologischen Referenzmessungen lassen sich keine zuverlässig gültigen Genauigkeiten erreichen. Ursache ist die hohe Dämpfung durch Wassermoleküle im benutzten Frequenzbereich um 2,45 GHz sowie die vielfältige Reflexion in geschlossenen Räumen.
Auf dem 13. USENIX-Symposium im April 2016 wurde die Technik „Chronos“ vom MIT vorgestellt, nach der mittels eines einzigen WLAN-Hotspots eine Genauigkeit im Dezimeter-Bereich möglich sein soll.

### Vorgehensweise bei der Datenerfassung
Die automatische Erfassung findet ohne Einverständnis der jeweiligen Betreiber statt. Hierbei werden WLAN-Daten und deren Positionen aus zumeist Wardriving-Tools auf den Projektseiten hochgeladen. Manche Systeme bieten eigene Apps dafür. Google-Street-View-Autos sammelten von 2007 bis 2010 WLAN-Daten.

## Anwendungsgebiete
WLAN-basierte Ortung ermöglicht das Anbieten von standortbezogenen Diensten für alle WLAN-fähigen Endgeräte (Notebook, Smartphone, modernen Handys, PDAs etc.) unabhängig von GSM oder GPS. Darüber hinaus erlaubt es, Arbeitsabläufe zu optimieren, indem Mitarbeiter und mit WiFi-Tags versehene Arbeitsmaterialien geortet werden können. Als erstes Museum der Welt setzt das Museum Industriekultur (Nürnberg) ein Führungssystem ein, welches, neben der Navigationsfunktion, mithilfe von WLAN-basierter Ortung spezielle Dienste und Didaktik bietet.

## Verzeichnisse georteter WLAN-Zugangspunkte
Es existieren einige Datenbanken, die WLAN-Signalinformationen mit geographischer Ortung verknüpfen:
| Name                            | Unique Wi-Fi networks | Observations    | Freier Datendownload | Projekt aktiv? | SSID lookup | BSSID lookup | Daten Lizenz | Opt-out                                | Anmerkung |
| ------------------------------- | --------------------- | --------------- | -------------------- | -------------- | ----------- | ------------ | ------------ | -------------------------------------- | --- |
| Combain Positioning Service     | >602.000.000          | >9.446.000.000  | Nein                 | Ja             | Ja          | Ja           | Proprietär   | respektiert _nomap                     | Auch Cell-ID-Datenbank. |
| Geomena                         |                       | 55.013          | Ja                   | Nein           | Ja          | Ja           | CC-BY-SA     | Nein                                   | bearbeitbares Wiki |
| LocationAPI.org by Unwired Labs | >709.510.000          | >4.100.000.000  | Nein                 | Ja             | Ja          | Ja           | Proprietär   | respektiert _nomap                     | Auch Cell-ID-Datenbank. |
| Mozilla Location Service        | 272.402.231           | >4.519.830.000  | Nein                 | Nein           | Nein        | Nein         | Proprietär   | respektiert _nomap und versteckte SSID | Mit gemeinfreier Cell-ID-Datenbank. |
| Navizon                         | 480.000.000           | 21.500.000.000  | Nein                 | Ja             | Nein        | Ja           | Proprietär   | Nein                                   | Basiert auf Daten per crowdsourcing. Auch Cell-ID-Datenbank. |
| radiocells.org                  | 7.532.779             |                 | Ja                   | Nein           | Nein        | Ja           | ODbL         |                                        | Auch Cell-ID-Datenbank. |
| OpenWLANMap                     | 22.010.794            |                 | Ja                   | Nein           | Nein        | Ja           | GFDL         | Auf Anfrage                            | Ermöglichte eine manuelle Erfassung des Zugangspunkt Betreibers. |
| WiGLE                           | >735.076.504          | >10.400.684.628 | Nein                 | Ja             | Ja          | Ja           | Proprietär   | Auf Anfrage                            | Auch Cell-ID und Bluetooth Geräte Datenbank. |
| Skyhook Wireless                |                       |                 | Nein                 | Ja             |             |              | Proprietär   |                                        | |
| Google                          |                       |                 | Nein                 | Ja             |             |              |              |                                        | Datenerfassung durch Street-View Fahrzeuge und google Dienste |
| Freifunk-Karte                  | 45.147                |                 |                      | Ja             |             |              |              |                                        | Links unten „Infos zur Karte“: Die Karte nutzt die Freifunk Api um eine Liste der Communities in Deutschland zu beziehen. Aus deren API-Files werden dann die Links zu Knotenkarten gelesen. Es werden nur WLAN-Netze von Freifunk und die dazugehörende Community angezeigt. |

Anmerkung zur Spalte „Opt-out“: Einige Location-Mapping-Dienste versprechen, WLANs mitsamt deren Standortdaten nicht in ihre Datenbanken aufzunehmen bzw. aus ihren Datenbanken zu löschen, wenn deren Netzwerkname (SSID) mit der Zeichenkette „_nomap“ endet.